# 11855 Preller
11855 Preller è un asteroide della fascia principale. Scoperto nel 1988, presenta un'orbita caratterizzata da un semiasse maggiore pari a 2,3608189 UA e da un'eccentricità di 0,2426633, inclinata di 2,51408° rispetto all'eclittica.